# Nizhegorodskaya
Nizhegorodskaya en ruso: Нижегородская es una variedad cultivar de ciruelo (Prunus domestica), de las denominadas ciruelas europeas,
una variedad de ciruela obtenida en la "Academia Estatal de Agricultura de Nizhni Nóvgorod". Las frutas tienen un tamaño mediano, forma ovoide, siendo el color base amarillo y un sobre color rosado a rojizo, cubiertos con una ligera capa de pruina, la piel es fina lisa, y pulpa de color blanco amarillento, tierna, jugosa, con un jugo incoloro, agridulce.

## Sinonimia
- "Нижегородская",
- "Nizhni Nóvgorod",
- "Слива Нижегородская",
- "Sliva Nizhegorodskaya".[3][5]

## Historia
'Nizhegorodskaya' es una variedad de ciruela que la obtuvo el obtentor Eliseev I.P. en la "Academia Estatal de Agricultura de Nizhni Nóvgorod" mediante una selección a partir de plántulas de la variedad 'Michurin Renclode Kolkhozny'.
'Nizhegorodskaya está en fase de pruebas estatales de variedades desde 1988.

## Características
'Nizhegorodskaya' es un árbol de rápido crecimiento, con una copa alta y de densidad media. Con una cosecha abundante, puede haber casos de rotura de ramas, pero la copa se restaura rápidamente. La variedad es autofértil, no requiere polinizadores y fructifica anualmente y en abundancia, con un rendimiento promedio de 35 a 40 kg. Es una variedad de fructificación temprana, comienza a fructificar al tercer año después de la plantación. No es raro que las plántulas en vivero florezcan y fructifiquen abundantemente.
'Nizhegorodskaya' tiene frutos de tamaño medio, uniformes, los frutos pesan entre 18 y 20 g, son ovoides, la piel del fruto es lisa, amarilla al madurar, con una ligera capa de pruina, fácil de separar del fruto, siendo el color tegumentario amarillo rojizo, con destellos y manchas por toda la fruta; la sutura ventral es pequeña, apenas perceptible; pedúnculo es de longitud y grosor medianos, situado en un embudo ancho, se separa fácilmente de la rama, la unión al hueso es débil; la pulpa es blanco amarillento, tierna, jugosa, con un jugo incoloro, agridulce.
Hueso es semi adherente, se separa fácilmente de la pulpa.
El fruto madura en la tercera década de agosto y primera de septiembre.

## Usos
Una variedad de frutos aptos para consumo en fresco y también se utilizan para todo tipo de procesamiento culinario y usos de elaboraciones derivadas.